# جامعة لياج
جامعة لياج (بالفرنسية: Université de Liège)‏ هي جامعة عامة رئيسية في المجتمع الفرنسي في بلجيكا ومقرها في لياج، والونيا، بلجيكا. لغتها الرسمية هي الفرنسية. اعتبارًا من عام 2020، تم تصنيف الجامعة في فئة 301-350 وفقًا لتصنيف مجلة تايمز للتعليم العالي للجامعات العالمية، 451 حسب تصنيف كيو إس للجامعات العالمية، وفي المركز ما بين 201 و 300 حسب التصنيف الأكاديمي لجامعات العالم. يشارك أكثر من 2000 شخص، بما في ذلك الأكاديميون والعلماء والفنيون، في البحث في مجموعة متنوعة من الموضوعات من البحوث الأساسية إلى البحث التطبيقي.

## التاريخ
تأسست الجامعة في عام 1817 على يد فيلم الأول ملك هولندا، ثم ملك الأراضي المنخفضة المتحدة، ووزير التعليم، أنطون راينهارد فالك. كان تأسيس الجامعة نتيجة لتقليد فكري طويل يعود إلى أصول أسقفية أمير لياج. وبدءًا من القرن الحادي عشر، اجتذب تأثير الإمارة الطلاب والعلماء البارزين والفلاسفة، مثل بترارك، للدراسة في مكتباتها. منحت شهرة مدارسها في العصور الوسطى المدينة سمعة أثينا الجديدة. 
أشار مرسوم أصدره نابليون الأول في 17 مارس 1808 بشأن تنظيم جامعة إمبراطورية لياج كموقع لأكاديمية جديدة تتكون من كلية الآداب وكلية العلوم. في نهاية المطاف، تدين لياج بجامعتها إلى فيلم الأول من هولندا، الذي تذكر إرث المدينة المرموق في التدريس والثقافة عندما قرر إنشاء جامعة جديدة على أرض فالونيا.
بعد ما يقرب من 200 عام، استقرت جامعة لياج إلى حد ما في منطقة سارت تيلمان في لياج، وهي تنتمي إلى المجتمع الفرنسي في بلجيكا. تقع الجامعة على حافة نهر نهر الميز، في وسط الجزيرة، الحي اللاتيني في لياج. في عام 2009، قامت جامعة غمبلوكس الزراعية، ومقرها في غمبلوكس، في مقاطعة نامور، بالإندماج مع الجامعة.

## الحياة الدراسية

### حرم الجامعة
منذ السبعينيات، كان الحرم الجامعي الرئيسي للجامعة هو سارت تيلمان، وهو حرم جامعي واسع مخطط له يقع على بعد حوالي عشرة كيلومترات جنوب وسط لياج. ومع ذلك، احتفظت الجامعة بمقرها والعديد من المرافق الإدارية في وسط المدينة، بالإضافة إلى كلية الفلسفة والآداب ومعاهد علم الحيوان وعلم التشريح ومدرسة الإدارة وكلية الهندسة المعمارية التي تم دمجها حديثًا.
يقع حرم وأعضاء هيئة التدريس في جامعة غمبلوكس الزراعية في مدينة غمبلوكس، مقاطعة نامور، ويقع قسم العلوم والإدارة البيئية بكلية العلوم في آرلون، مقاطعة لوكسمبورغ.

### الكليات
- كلية الفلسفة والآداب
- كلية الحقوق والعلوم السياسية وعلم الجريمة
- مدرسة جان كونستانت للدراسات العليا في علم الجريمة
- كلية العلوم الاجتماعية
- كلية العلوم
- كلية العلوم التطبيقية
- كلية الطب
- كلية الطب البيطري
- كلية العلوم الزراعية والهندسة الحيوية
- كلية علم النفس وعلم النطق وعلوم التربية
- كلية الهندسة المعمارية
- مدرسة الإدارة

## خريجون متميزون
- ألبير كلود، عالم أحياء بلجيكي حاصل على جائزة نوبل في الطب سنة 1974.
- جان ري، محامي وسياسي بلجيكي.
- ثيودور شوان، فيزيولوجي ألماني اكتشف الببسين.